# آنائیس دموستیه
آنائیس دوموستیه (به فرانسوی: Anaïs Demoustier) (زاده ۲۹ سپتامبر ۱۹۸۷ در لیل) بازیگر فرانسوی است.

## زندگی‌نامه
آنائیس دوموستیه در خانواده‌ای شش نفره زاده شد. پدرش در یک شرکت پخش در لیون کار می‌کرد و مادرش اهل لیل بود آنائیس در وینو دسک بزرگ شد. او دو خواهر به نام کمیل و جین و یک برادر به نام استفان دارد، کسانی که استعداد او در سینما را کشف کردند.
وقتی نوجوان بود اولین تجربه سینمائیش را در کنار ایزابل هوپر در زمانه گرگ (۲۰۰۳) اثر میشائیل هانکه تجربه کرد.
او آموزش پیرامون سینما را در رشته سمعی بصری و در دبیرستان سن‌ترزا شهر لیل آغاز کرد.
بعد از فارغ‌التحصیل شدن از دبیرستان در سال ۲۰۰۵ به پاریس رفت تا در دانشگاه پاریس ۳ به تحصیل در رشته ادبیات سینما بپردازد اما چیزی نگذشت که دانشگاه را رها کرد تا بتواند به راحتی در سینما و تئاتر فعالیت کند.
کم‌کم نقش‌های مهمتری به او محول شدند از جمله در شخص زیبا اثر کریستوف اونوره (در کنار ستارگان جوانی چون لئا سیدو، لویی گرل، گرگوار لوپرنس رانگه و …)
او دو بار در سال‌های ۲۰۰۹ و ۲۰۱۱ نامزد دریافت جایزه سزار شد و یک بار نامزد فستیوال مولیر در سال ۲۰۱۱ و برنده چندین جایزه از جمله جایزه رومی اشنایدر در سال ۲۰۱۱.
نقش‌هایی که کارگردانان شهیری چون (کلود میلر، پاسکال فران، برتران تاورنیه) به او سپردند به رشد روزافزونش کمک کردند. در سال ۲۰۱۳ او بار دیگر با روبر گدیگیان و بازیگرانی چون آریان آسکارید و ژان پیر داروسین همکاری کرد که باعث تمجید همگان شد.
در سال ۲۰۱۴ او برای بازی در فیلم جدید فرانسوا اوزون به نام دوست‌دختر جدید دعوت شد. در آنجا به هم‌بازی قدیمش رافائل پرسونناز رسید. آنها قبلاً در ژرژ و فانشت (۲۰۱۱) و خیابان اورسای (وزیر فرانسوی) (۲۰۱۳) هم‌بازی بودند.
سال ۲۰۱۵ سال خوبی برای او بود. بازیش در «ساعت سه می‌رویم» اثر ژرمی بونلبا و «کاپریس» اثر امانوئل موره مورد توجه قرار گرفت.با او همچنین در نقش مارگریت در «مارگریت و ژولیان» اثر والری دونزلی به رقابت جشنواره فیلم کن ۲۰۱۵ راه پیدا کرد. در دسامبر همان سال به عنوان عضو هیأت داوران فستیوال بین‌المللی فیلم‌های کوتاه مراکش به ریاست یوآخیم لوفاسه درآمد.

## فیلم‌شناسی آنائیس دوموستیه

### سینما

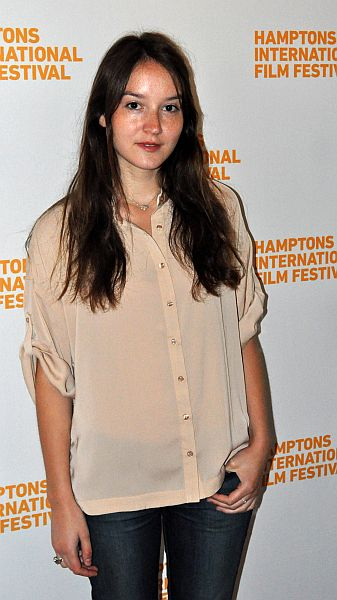
آنائیس دوموستیه در سال ۲۰۱۰

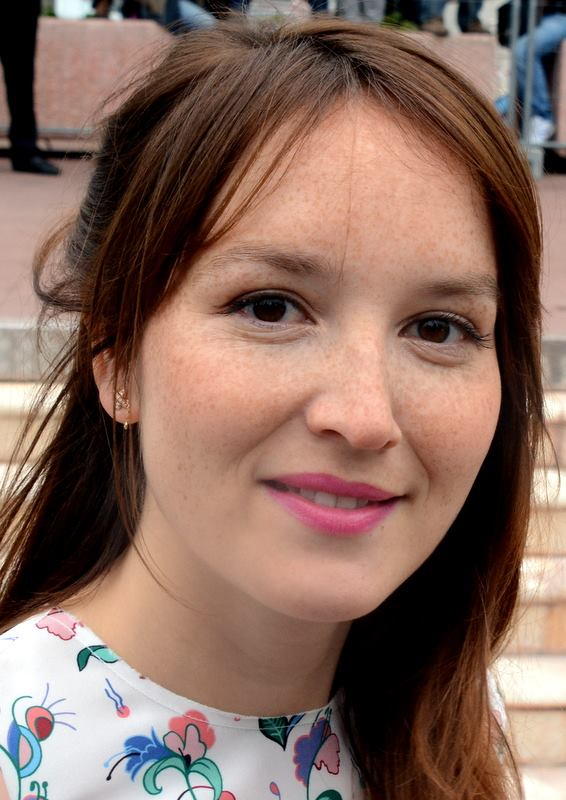
آنائیس دوموستیه در سال ۲۰۱۴

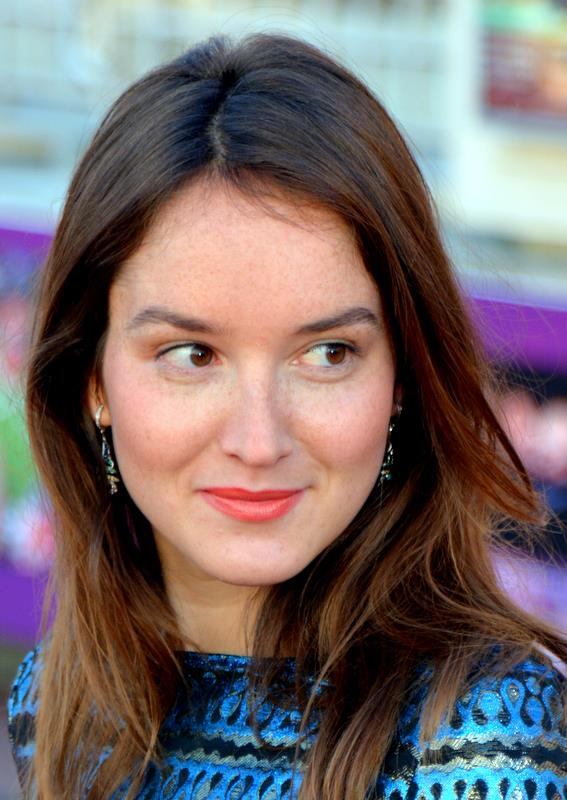
آنائیس دوموستیه در سال ۲۰۱۵

| سال  | نام فیلم                     | نقش           | نکته       |
| ---- | ---------------------------- | ------------- | ---------- |
| ۲۰۰۰ | دنیای مارتی                  | جنیفر         |            |
| ۲۰۰۳ | زمان گرگ                     | اوا           |            |
| ۲۰۰۴ | نبرد اردک‌ها                  | دختر          | فیلم کوتاه |
| ۲۰۰۶ | برای تأیید                   |               | فیلم کوتاه |
| ۲۰۰۶ | شورت من                      | لیدیا         | فیلم کوتاه |
| ۲۰۰۶ | سد                           | لیدی          |            |
| ۲۰۰۶ | سال آینده                    | امانوئل       |            |
| ۲۰۰۷ | هلفون                        | کلمانس        |            |
| ۲۰۰۷ | بهای پرداخت                  | ژوستین منار   |            |
| ۲۰۰۷ | دیوارسازان                   | ملنی روزنفلد  |            |
| ۲۰۰۷ | یه بچه جدید                  |               | فیلم کوتاه |
| ۲۰۰۸ | شخص زیبا                     | کاترین        |            |
| ۲۰۰۸ | بزرگان                       | جین           |            |
| ۲۰۰۸ | دستت را بده به من            | کلمانتین      |            |
| ۲۰۰۹ | رفتارتان                     | اِو            |            |
| ۲۰۱۰ | شیطان دوست داشتنی            | سلین          |            |
| ۲۰۱۰ | موسیو لابه                   |               | فیلم کوتاه |
| ۲۰۱۰ | در جنگل شهر                  | جولیا         | فیلم کوتاه |
| ۲۰۱۰ | خار زیبا                     | سونیا کوهن    |            |
| ۲۰۱۰ | جایی دیگر                    | جین           |            |
| ۲۰۱۰ | زندگی با عشق تنها            | ژولی باتالی   |            |
| ۲۰۱۰ | پائولین                      | پائولین       | فیلم کوتاه |
| ۲۰۱۱ | آنان                         | شارلوت        |            |
| ۲۰۱۱ | برف‌های کلیمانجارو            | فلو           |            |
| ۲۰۱۱ | گره در سر                    | الیز          | فیلم کوتاه |
| ۲۰۱۱ | آخرین زمستان                 | ژولی          |            |
| ۲۰۱۲ | ترزا دیکیرو                  | آن            |            |
| ۲۰۱۲ | آنان                         |               |            |
| ۲۰۱۲ | فیل دو کالواری               |               | فیلم کوتاه |
| ۲۰۱۳ | خیابان اورسای                | مارینا        |            |
| ۲۰۱۳ | لولو راز باورنکردنی          | اسکارلت (صدا) |            |
| ۲۰۱۴ | وضعیت تأهل: پیچیده           | ژولیت         |            |
| ۲۰۱۴ | مردمان پرنده                 | اودری کاموزه  |            |
| ۲۰۱۴ | احمق‌های پاریس                | ماریون        |            |
| ۲۰۱۴ | موضوع آریان                  | مارتین        |            |
| ۲۰۱۴ | دوست‌دختر جدید                | کلر           |            |
| ۲۰۱۵ | ساعت سه می‌رویم               | ملودی         |            |
| ۲۰۱۵ | کاپریس                       | کاپریس        |            |
| ۲۰۱۵ | مارگریت و ژولیان             | مارگریت       |            |
| ۲۰۱۶ | مصائب سوفی                   | مادام فلوویل  |            |
| ۲۰۱۶ | دختر جوان بی دست             | دختر جوان     |            |
| ۲۰۱۷ | فردا و هر روز دیگر           | ماتیلدا       |            |
| ۲۰۱۷ | حسود                         | ملانی         |            |
| ۲۰۱۷ | ویلا                         | برانژر        |            |
| ۲۰۱۷ | کورنلیوس در آسیاب زوزه می‌کشد | کارمن         |            |
| ۲۰۱۸ | نجات یا نابودی               | سیسیل         |            |
| ۲۰۱۸ | در اداره                     | فیونا         |            |
| ۲۰۱۹ | آلیس و شهردار                | آلیس          |            |
| ۲۰۱۹ | دختری با دستبند              | مشاور عمومی   |            |
| ۲۰۱۹ | گلوریا موندی                 | ماتیلدا       |            |
| ۲۰۲۱ | عشق‌های آنائیس                | آنائیس        |            |
| ۲۰۲۱ | لیای گرامی                   | لیا           |            |
| ۲۰۲۲ | شگفت‌انگیز اما واقعی          | ژان           |            |
| ۲۰۲۲ | کوما                         | آشلی          |            |
| ۲۰۲۲ | سیگار باعث سرفه می‌شود        | نیکوتین       |            |
| ۲۰۲۲ | نوامبر                       | اینس          |            |
| ۲۰۲۳ | دیو در جنگل                  | می            |            |
| ۲۰۲۳ | زمان عاشق شدن                | مادلین        |            |
| ۲۰۲۴ | کنت مونت‌کریستو               |               |            |

تلویزیون
| سال  | نام فیلم یا سریال               | نقش                     | نکته            |
| ---- | ------------------------------- | ----------------------- | --------------- |
| ۲۰۰۶ | سی. آی. دی                      | رکسان بلینی             | سریال تلویزیونی |
| ۲۰۰۷ | گزارشگران                       | مرگان                   | سریال تلویزیونی |
| ۲۰۰۷ | ریموند                          | برتیل /لوسیل /ادی (صدا) | سریال تلویزیونی |
| ۲۰۰۷ | پس از رؤیای من                  | لتیتیا                  | فیلم تلویزیونی  |
| ۲۰۰۹ | آنجلو ستمگر پادوآ               | دافنه                   | فیلم تلویزیونی  |
| ۲۰۰۹ | قتل‌های کوچک آگاتا کریستی        | لوئیز                   | سریال تلویزیونی |
| ۲۰۱۰ | ژرژ و فانشت                     | فانشت                   | فیلم تلویزیونی  |
| ۲۰۱۰ | شکست                            | آن کاگان                | فیلم تلویزیونی  |
| ۲۰۱۱ | شادی زندگی                      | پائولین                 | فیلم تلویزیونی  |
| ۲۰۱۵ | اهریمنان                        | ژنا                     | فیلم تلویزیونی  |
| ۲۰۱۷ | پاریس و غیره                    | ماتیلدا                 | سریال تلویزیونی |
| ۲۰۱۹ | شوی پالما                       |                         | شوی تلویزیونی   |
| ۲۰۲۰ | فراخوان‌ها                       | کنستانس                 | سریال تلویزیونی |
| ۲۰۲۱ | بیست و چهار ساعت در زندگی یک زن |                         | سریال تلویزیونی |

## جایزه‌ها و نامزدی‌ها
| سال  | نام فیلم          | جشنواره                        | بخش                   | نتیجه    |
| ---- | ----------------- | ------------------------------ | --------------------- | -------- |
| ۲۰۰۸ | سال آینده         | جایزه سزار                     | بهترین بازیگر زن      | نه       |
| ۲۰۰۹ | بزرگان            | جشنواره فیلم کوبورگ            | بهترین بازیگر زن      | برنده    |
| ۲۰۰۹ | بزرگان            | جایزه سزار                     | بهترین بازیگر مکمل زن | نامزدشده |
| ۲۰۱۰ | رفتارتان          | جایزه سزار                     | بهترین بازیگر زن      | نه       |
| ۲۰۱۰ | —                 | جشنواره بین‌المللی فیلم برلین   | جایزه شوتینگ استارز   | برنده    |
| ۲۰۱۰ | شیطان دوست داشتنی | جشنواره فیلم کارلووی واری      | بهترین بازیگر زن      | برنده    |
| ۲۰۱۱ | زندگی با عشق تنها | جایزه سزار                     | بهترین بازیگر زن      | نامزدشده |
| ۲۰۱۱ | —                 | جایزه رومی اشنایدر             | —                     | برنده    |
| ۲۰۱۱ | مشکل              | جایزه مولیر                    | بهترین بازیگر زن جوان | نامزدشده |
| ۲۰۱۱ | برف‌های کلیمانجارو | ستاره طلا                      | بهترین بازیگر زن      | برنده    |
| ۲۰۱۱ | آنان              | ستاره طلا                      | بهترین بازیگر زن      | برنده    |
| ۲۰۱۱ | شادی زندگی        | فستیوال تلویزیونی راشل         | بهترین بازیگر جوان    | برنده    |
| ۲۰۱۲ | آنان              | جشنواره بین‌المللی فیلم اوراسیا | بهترین بازیگر زن      | برنده    |
| ۲۰۱۵ | ساعت سه می‌رویم    | جشنواره فیلم کوبورگ            | بهترین بازیگر زن      | برنده    |
| ۲۰۱۹ | آلیس و شهردار     | جایزه سزار                     | بهترین بازیگر زن      | برنده    |